# Söllichau
Söllichau este o comună din landul Saxonia-Anhalt, Germania.